# Ana Maria Brânză
Ana Maria Brânză, född den 26 november 1984 i Bukarest, Rumänien, är en rumänsk fäktare som tog OS-silver i damernas värja i samband med de olympiska fäktningstävlingarna 2008 i Peking. Vid olympiska sommarspelen 2016 i Rio de Janeiro tog hon en guldmedalj i lagtävlingen i värja.